# Sant'Agata di Esaro
Sant'Agata di Esaro er en by i Calabrien, Italien med 1.684 (2023) indbyggere.